# 10. Tarnowska Nagroda Filmowa
10. Tarnowska Nagroda Filmowa – odbyła się w dniach 11-16 marca 1996 roku.

## Filmy konkursowe
- Faustyna – reż. Jerzy Łukaszewicz
- Girl Guide – reż. Juliusz Machulski
- Łagodna – reż. Mariusz Treliński
- Pestka – reż. Krystyna Janda
- Pokuszenie – reż. Barbara Sass
- Pułkownik Kwiatkowski – reż. Kazimierz Kutz
- Szabla od komendanta – reż. Jan Jakub Kolski
- Tato – reż. Maciej Ślesicki
- Wrzeciono czasu – reż. Andrzej Kondratiuk

## Laureaci
- Nagroda Grand Prix – Statuetka Leliwity: 
  - Pułkownik Kwiatkowski – reż. Kazimierz Kutz

- Nagroda Jury Młodzieżowego – Statuetka Kamerzysty: 
  - Wrzeciono czasu – reż. Andrzej Kondratiuk

- Nagroda publiczności – Statuetka Maszkarona: 
  - Tato – reż. Maciej Ślesicki

- Nagroda specjalna jury:
  - Magdalena Cielecka – za najlepszy debiut aktorski w filmie Pokuszenie

- Nagroda specjalna jury młodzieżowego:
  - Maciej Ślesicki – Tato